# Pseudochamaesphacos
Pseudochamaesphacos é um género botânico pertencente à família Lamiaceae. Possui apenas uma espécia, a Pseudochamaesphacos spinosa.